# Trine Pallesen
Pour les articles homonymes, voir Pallesen.
Trine Pallesen, née le 19 juin 1969, est une actrice danoise,,.
Elle est surtout connue pour son travail dans les séries danoises Rejseholdet et The Killing (Forbrydelsen).

## Biographie
Trine Pallesen naît au Danemark. Elle est la fille de Per Pallesen et Kirsten Peüliche.

## Filmographie partielle

### Au cinéma
- 1986 : Ballerup Boulevard (da) :
- 1995 : Pakten (en) : Nina
- 1997 : Et hjørne af paradis (da) : Anna
- 2002 : Ulvepigen Tinke (da) : Sophie
- 2007 : Tempelriddernes skat II (da) : Dorthe
- 2008 : Grisen  (da) : Mona Jensen (court métrage)
- 2013 : Spies & Glistrup (da) : Lene Glistrup
- 2015 : Nøgle hus spejl (da) : Katrine
- 2018 : Les Enquêtes du département V : Dossier 64 (Journal 64) : Mette
- 2018 : Wonderful Copenhagen (da) : Tanja